# Un tipo atipico
Un tipo atipico - Tributo a Ivan Cattaneo (conosciuto anche come Un tipo atipico #tributoivancattaneo) è un album tributo dedicato al cantautore Ivan Cattaneo uscito nel 2015 su etichetta Soter, al quale hanno partecipato ventinove interpreti fra cantautori, musicisti e band, tra i quali Garbo, Banda Osiris, Susanna Parigi, Giovanni Block, Gianni Leone, Pennelli di Vermeer, Montefiori Cocktail e Dardust. L'intro del CD è affidato direttamente a Ivan Cattaneo.

## Tracce
CD 1:
1. (Intro) C'era una volta (canta Ivan Cattaneo)
2. Scarabocchio (canta Garbo)
3. Formica d'estate (canta Naif Erin)
4. Clinica Paradiso (canta Roulette Cinese)
5. Giochi d'insetti (canta Dario Faini)
6. Tabù (canta Montefiori Cocktail)
7. Ninna nanna per il caro/armato (canta Giovanni Block)
8. Maria/Batman (canta Pennelli di Vermeer)
9. Senorita Torero (canta Diana Tejera)
10. Neonda (canta Ottodix)
11. Bimbo assassino (canta Hueco)
12. L'altra faccia della luna (canta Susanna Parigi)
13. Sesso selvaggio (canta Vidra + Masi)
14. Il vostro ombelico (canta Stefano Pais)
15. Spezzi e spazi (canta Andrea Zuppini)

CD 2:
1. Uffa! (canta Banda Osiris)
2. Odio & amore (canta H.E.R.)
3. L'amore è una s/cossa meravigliossa! (canta Egokyd)
4. Pupa (canta Roby Rossini)
5. Boys & boys (canta Luca Urbani + Alberto Stylòo)
6. Dancin' Number (canta Ensonika)
7. Pomodori da Marte (canta Alessandro Orlando Graziano)
8. Toro! Torero! (canta Allerija)
9. Polisex (canta Gianni Leone)
10. Oltre la fiaba (canta Gerardo Konte & The Nine Tears)
11. Agitare prima dell'uso (canta Steetycats)
12. Paradiso noia (canta Porfirio Rubirosa)
13. Darling (canta Helenavelena)
14. Blood sacrifice (canta Elektroshock)
15. Vergini & serpenti (canta Claudio Milano)